# Spin Doctors
Spin Doctors é uma banda de rock alternativo de Nova Iorque, formada em 1988. Ficou conhecida com os hits "Two Princes" e "Little Miss Can't Be Wrong".

## História
A história dos Spin Doctors pode ser traçada voltando ao final de 1980, em Nova Iorque, originalmente como uma banda chamada Trucking Company, que incluía o guitarrista canadense Eric Schenkman, John Popper e, mais tarde, Chris Barron, que era um amigo de escola de John Popper em Princeton, Nova Jersey. Popper deixou este projeto paralelo para se concentrar em sua banda principal Blues Traveler em tempo integral. Com uma mudança de nome para Spin Doctors, bem como a adição de Aaron Comess e Mark White, a formação clássica estava pronta na primavera de 1989.
O Spin Doctors assinou com a Epic Records / Sony Music através do executivo Frankie LaRocka da A & R em 1991. O EP épico de estreia da banda Up for Grabs...Live foi gravado ao vivo no The Wetlands Preserve, na parte baixa de Manhattan, e lançado em janeiro de 1991. Em novembro de 1992 as faixas deste EP foram remixadas e complementadas por gravações ao vivo adicionais para formar o álbum Homebelly Groove...Live. O Spin Doctors era conhecido por seus longos shows ao vivo, às vezes tocando ainda mais do que é mostrado em seu álbuns lançados ao vivo. Eles também realizavam,  frequentemente, os shows de abertura para os seus amigos do Blues Traveler, com os membros de ambas as bandas tocando todos juntos, com a transição do set list do Spin Doctors em conjunto para o do Blues Traveler. O Spin Doctors tem muitas músicas de seus dias iniciais em clubes que nunca foram lançadas oficialmente, mas permanecem circulando através das gravações dos shows. 

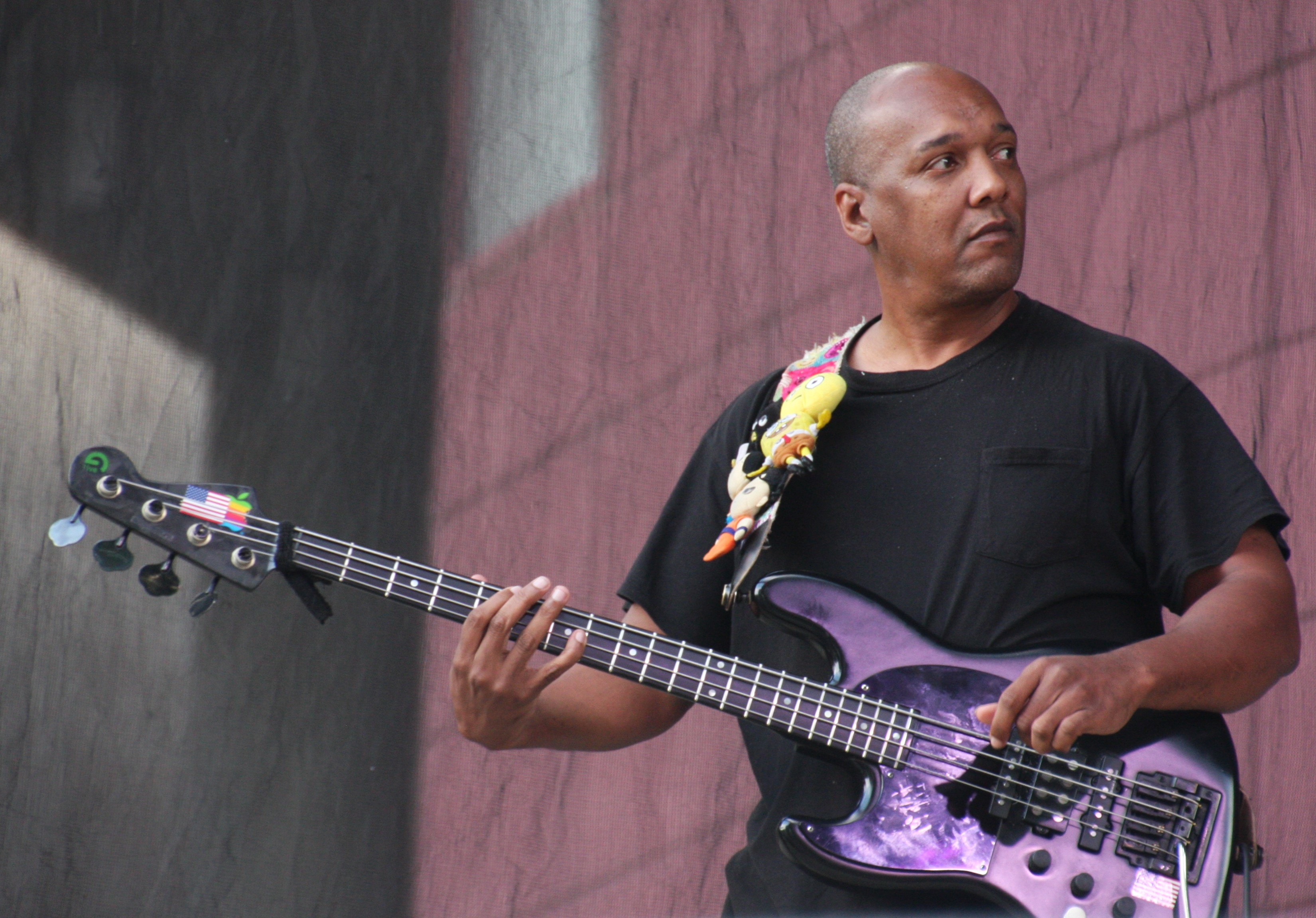
O baixista Mark White em concerto em 2017.

A estreia do Spin Doctors em estúdio foi com o álbum Pocket Full of Kryptonite, lançado em agosto de 1991. A banda continuou a tocar realizando extensos shows ao vivo, ganhando uma base de fãs, enquanto o álbum foi ignorado comercialmente. No verão de 1992, a banda fez uma turnê com o primeiro line up do festival H.O.R.D.E., dividindo o palco com os parceiros de jams das bandas Widespread Panic, Blues Traveler e Phish. Naquele verão, a popularidade comercial aumentou, quando então as rádios e a MTV começaram a tocar  "Little Miss Can't Be Wrong" e "Two Princes", cujos videoclipes foram dirigidos pelo cineasta Rich Murray (que dirigiu muitos dos vídeos da banda). O álbum ganhou Disco de Ouro em setembro de 1992, e, em seguida, recebeu um novo impulso nas vendas após a apresentação da banda no Saturday Night Live, em outubro de 1992. Vídeos adicionais e singles seguiram sendo lançados: "What Time Is It," "How Could You Want Him (When You Know You Could Have Me?)," e "Jimmy Olsen's Blues."  Em junho de 1993, o álbum alcançou Platina Tripla. Em última análise, vendeu mais de cinco milhões de cópias nos os EUA e outros cinco milhões no exterior, e alcançou a posição número 3 na parada de álbuns Billboard 200. 
"A popularidade deles é baseada em virtudes universais de rock & roll", disse a revista Rolling Stone, que colocou a banda na capa de sua edição de 7 de janeiro de 1993. "Os Doctors não estão tentando trilhar novos caminhos. Eles sabem que já estivemos nesta direção com os Stones, Curtis Mayfield e algumas de suas outras influências. Mas a prova definitiva está na festa." O Spin Doctors fez uma aparição na Sesame Street, cantando uma versão modificada de "Two Princes", que enfatizou a importância de compartilhar. Em 1993, eles gravaram covers de "Have You Ever Seen the Rain?", originalmente feita pelo Creedence Clearwater Revival, para o filme Filadélfia e "Spanish Castle Magic" para Stone Free: A Tribute to Jimi Hendrix.
Segundo álbum de estúdio do Spin Doctors, Turn It Upside Down foi lançado em Junho de 1994, não sendo tão bem sucedido comercialmente como Pocket Full of Kryptonite, embora tenha vendido um milhão de cópias nos EUA e um milhão no exterior . O segundo single,  "You Let Your Heart Go Too Fast", teve um sucesso modesto (# 42 na parada pop). Este álbum também contou com "Cleopatra's Cat", "Mary Jane", "Hungry Hamed's" e "Bags of Dirt". A banda partiu em uma turnê como atração principal por três meses e tocou para imensas multidões no Woodstock '94 e no Festival de Glastonbury. Pouco depois do lançamento de Turn It Upside Down, o guitarrista original Eric Schenkman deixou a banda em setembro de 1994, caminhando para fora do palco durante um show em Berkeley, Califórnia  alegando diferenças musicais e pessoais e se dizendo cansado da estrada. Schenkman foi substituído por Anthony Krizan. 
Com o novo guitarrista Krizan, o Spin Doctors lançou  You've Got to Believe in Something (Maio de 1996). Eles produziram o single e o vídeo de "She Used to Be Mine". Tocaram no  Late Show with David Letterman e fizeram algumas turnês com Ivan Neville se juntando à banda nos teclados. Durante este período, o Spin Doctors contribuiu com a canção tema para as temporadas 2 e 3 do programa de televisão Spin City. Depois da turnê realizada no outono de 1996, o guitarrista Anthony Krizan deixou a banda, por razões que permanecem relativamente desconhecidas. Ele foi substituído pelo músico israelense Eran Tabib, após a audição de quase 200 candidatos. You've Got to Believe in Something não fez jus às vendas dos álbuns anteriores, vendendo apenas 75.000 cópias. A gravadora Epic Records/Sony Music se desligou da banda em 1996.

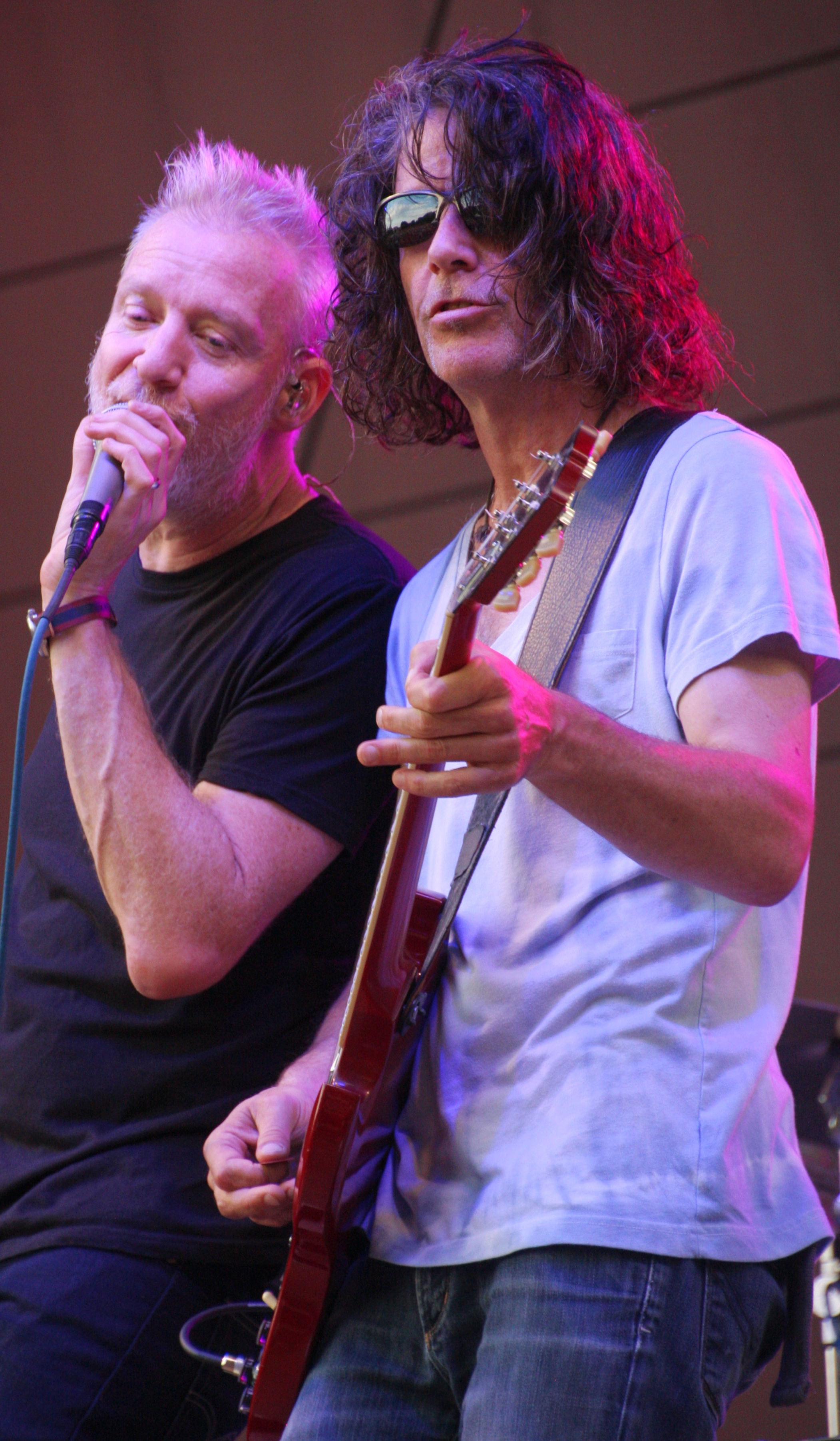
O vocalista Chris Barron se apresentando com o guitarrista Eric Schenkman.

Em 1998, o Spin Doctors assinou contrato com a Uptown / Universal e lançou  Here Comes the Bride, em junho de 1999. Durante a gravação, Mark White deixou a banda. As faixas de baixo do álbum foram concluídas pelo membro original da banda Aaron Comess. Durante a turnê de divulgação de Here Comes the Bride, Chris Barron perdeu a voz devido a uma rara forma aguda de paralisia das cordas vocais, que afetou severamente sua capacidade de falar, muito menos cantar. Foi-lhe dito que ele tinha uma chance de 50-50 de nunca mais falar ou cantar normalmente. O tecladista Ivan Neville também assumiu os vocais em algumas datas, mas a banda acabou por ser cancelar o restante da turnê. A voz de Barron voltou no início de 2000 (primeiro para shows solo, em março de 2000), quando então ele começou a se apresentar com seu companheiro de banda Chris Barron e o Give Daddy Five. Barron intentou para o que ele chamou de "uma experiência de compositor assalariado", compondo músicas com o vocalista da banda Blues Traveler John Popper e com o ex-executivo da IMC Jeff Cohen. 
O Spin Doctors permaneceu inativo como uma banda até setembro de 2001, quando a notícia sobre o fechamento do lendário clube noturno Wetlands, que era um ponto de encontro em Nova Iorque, motivou os quatro membros originais a se reunirem. Em 07 de setembro de 2001, a formação original subiu ao palco pela primeira vez desde 1994 para tocar no Wetlands. Foi a o final de semana de encerramento do clube. O sucesso do show foi tão grande que acabou se tornando um marco divisório para os fãs e para a banda.
Seguiram vários shows entre 2002 e 2005, o que levou a um novo álbum de estúdio, Nice Talking to Me, lançado em 13 de setembro de 2005. O single "Can't Kick the Habit"  foi incluído na trilha sonora do filme  Grandma's Boy (O Queridinho da Vovó, no Brasil). A música tocou de forma moderada nas rádios, junto com as canções "Margarita" e a faixa-título "Nice Talking to Me". Enquanto o álbum recebeu boas críticas, seguiu-se colocado à prova quando a gravadora que o lançou saiu do negócio.
Em 2008 a banda continuou a realizar shows ao vivo nos EUA e na Europa. O baterista Aaron Comess lançou um álbum instrumental com todas as suas composições próprias intitulado Catskills Cry, acompanhado do baixista Tony Levin e do guitarrista Bill Dillon. Em 2009, Chris Barron lançou o disco solo Pancho and the Kid pela Valley Entertainment. Durante o verão de 2010, Barron lançou Songs from the Summer of Sangria. Este EP com cinco canções foi o seu primeiro lançamento oficial com sua banda The Time Bandits. 
Em 2011, a banda celebrou o 20 º aniversário de Pocket Full of Kryptonite com uma turnê pelo Reino Unido e EUA. A Sony Legacy lançou uma edição especial de 20 º aniversário do álbum com material bônus, em 29 de agosto de 2011.
No dia 30 abril de 2013 foi lançado If The River Was Whiskey, o sexto álbum de estúdio. As dez faixas do disco possuem forte influência de blues. "Nós todos temos uma profunda reverência pelo blues. É o tipo de música que é a raiz de tudo o que fazemos", disse o vocalista Chris Barron. A banda atualmente segue realizando shows e participando de festivais pelos Estados Unidos e Europa, divulgando o álbum. 

## Formação
Atuais

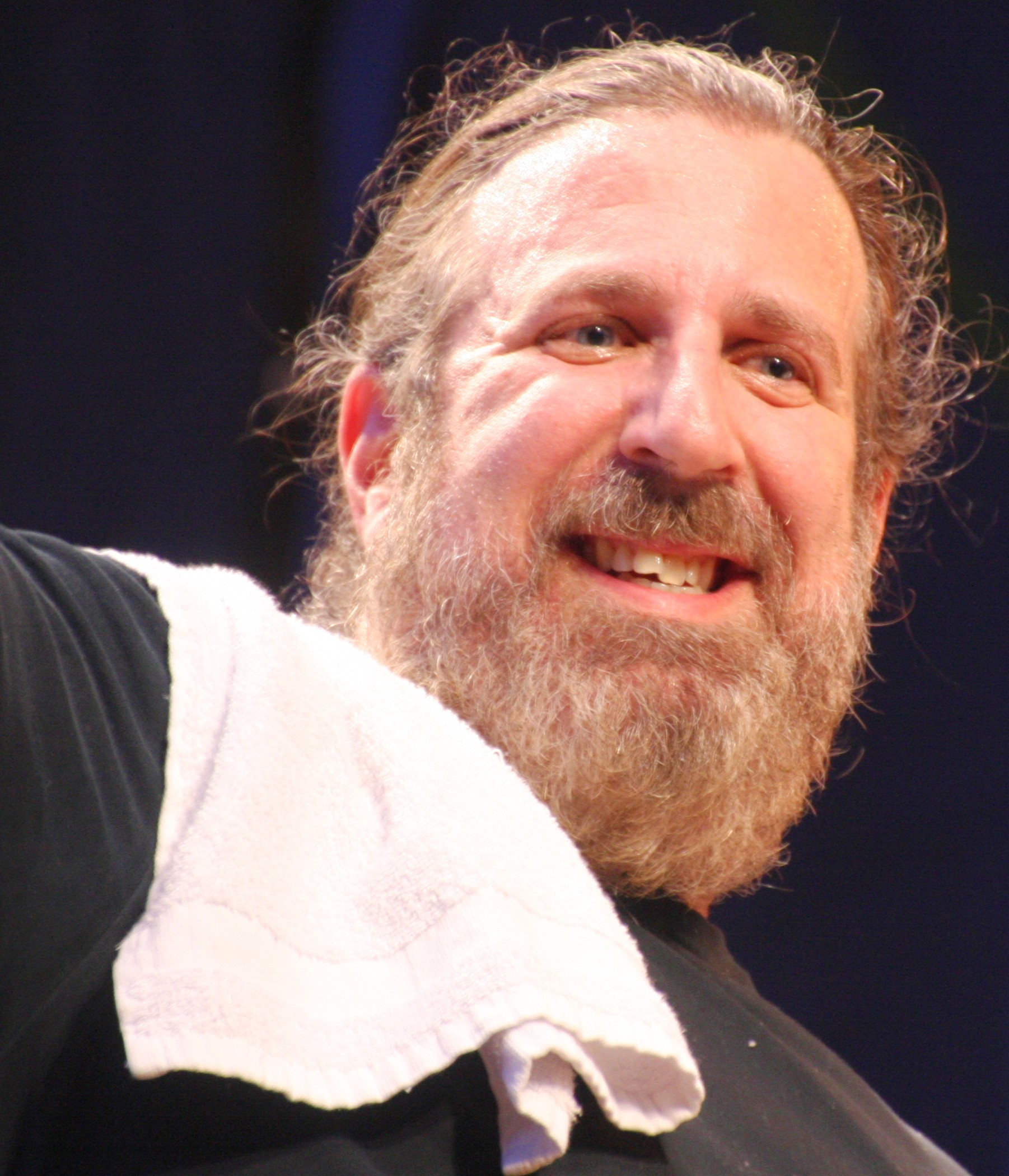
O baterista Aaron Comess em 2017

- Chris Barron – vocal (1988–1999, 2001–presente)
- Eric Schenkman – guitarra, backing vocals (1988–1994, 2001–presente)
- Mark White – baixo (1988–1998, 2001–presente)
- Aaron Comess – bateria, teclado (1988–1999, 2001–presente), baixo (1999)

Antigos
- John Popper – harmonica (antes de mudar de nome para Spin Doctors)
- Anthony Krizan – guitarra, backing vocals (1994–1996)
- Ivan Neville – teclado, backing vocals (1996–1999)
- Eran Tabib – guitarra, backing vocals (1996–1999)
- Carl Carter – baixo (1998–1999)

Turnê
- Shawn Pelton – bateria (2012)

## Discografia

### Álbuns de estúdio
- 1991 - Pocket Full of Kryptonite
- 1994 - Turn It Upside Down
- 1996 - You've Got to Believe in Something
- 1999 - Here Comes the Bride
- 2005 - Nice Talking to Me
- 2013 - If The River Was Whiskey

### Compilações
- 2000 - Just Go Ahead Now: A Retrospective
- 2001 - Can't Be Wrong
- 2003 - Two Princes
- 2007 - Collection

### Ao vivo
- 1991 - Up for Grabs...Live
- 1992 - Homebelly Groove...Live